# قلمرو ایرومو
قلمرو ایرومو (به لاتین: Irumu Territory) یک منطقهٔ مسکونی در جمهوری دموکراتیک کنگو است که در استان ایتوری واقع شده‌است.